# 棕灣輪

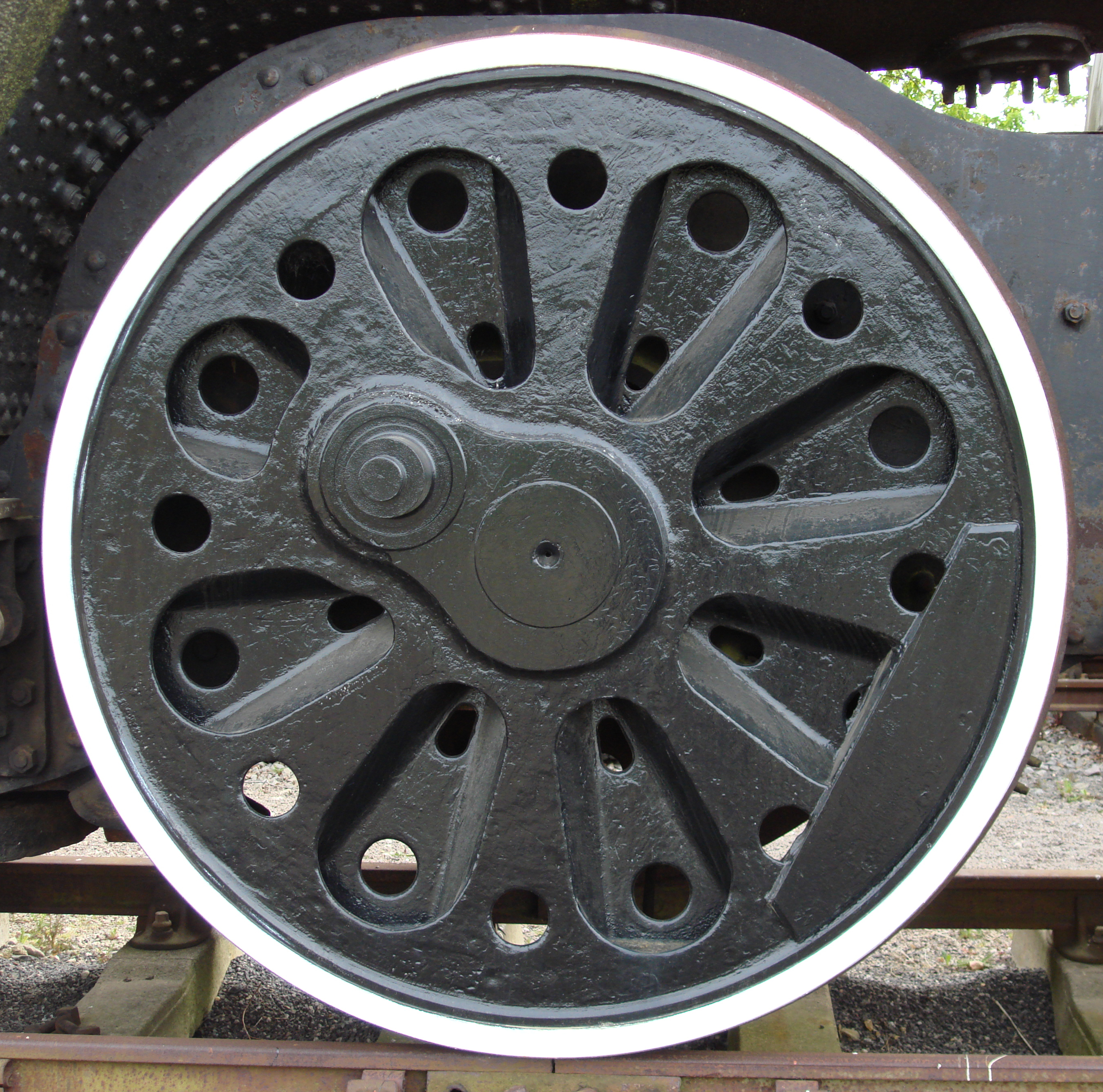
布勒德棕灣輪

棕灣輪，全稱布勒德棕灣輪，是二十世紀三十年代末，為南部鐵路公司設計開發的機車車輪。此車輪由奧列弗·布勒德設計，謝菲爾德棕灣鋼鐵廠開發。不同於英國機車普遍采用的輻條輪，此輪更接近盒式盤輪。

## 設計理念
棕灣輪由單個圓盤構成，附有淚滴加强筋與減重孔。傳統輻條論隨著使用時間的推移，輻條會不可避免發生橫向形變，令輪徑縮小使輪箍（由耐磨鋼製成，通過熱脹冷縮安裝在輪緣）鬆動。與傳統輻條輪相比，盤輪强度更出色，能有效承載形變。比同等尺寸輻條輪輕10%到12%
另一項改進工藝是相較於傳統路輪的楔緊法固定輪箍，棕灣輪通過類似固定汽車輪胎的輪輞來固定（預鑄唇緣，安裝輪箍后冷軋定位），避免楔緊法中因楔緊環鬆動導致輪箍鬆動的問題。